# Unicable
Unicable es un canal de televisión por suscripción mexicano propiedad de TelevisaUnivision. Su programación se centra en la emisión de programas de entretenimiento, estilo de vida, moda, salud, espectáculos, series, novelas y películas.

## Historia
El canal fue lanzado con el nombre de Unicable en 1994, a través del canal 28 de Cablevisión en la Ciudad de México, con su parrilla de programación contando con series importadas de Univision, Televisa, series y películas, después de que Televisa dejará de ser uno de los accionistas mayoritarios (temporalmente) de la cadena estadounidense Univision por órdenes del gobierno mexicano. En 2007, se empieza a incrementar el número de programas originales y se retransmite producciones pasadas de El Canal de las Estrellas, lo que deja de lado los programas de Univision y manteniendo solo algunos en su programación, también programas de entretenimiento, estilo de vida, cocina, series, películas, deportes, noticieros y documentales.
El 23 de abril de 2018, el canal se renovó cambio de nombre a "Canal U" o simplemente "U", de logo y de programación que es 100% dedicada a la mujer con programas femeninos y series. El 20 de octubre de ese año volvió a nombrarse Unicable.
El 30 de marzo de 2020, Unicable fue reemplazado por la versión latinoamericana de Univision en toda Hispanoamérica excepto en México. El cambio ocurrió debido a una alianza entre Univision Communications y Televisa Networks de lanzar un canal de televisión con la programación de la cadena estadounidense, gestionado por Televisa.